# سيرنا
سيرنا هي جزيرة صغيرة تقع جنوب شرق جزيرة أستيباليا وهي تتبع لمقاطعة دوديكانيسيا اليونانية.